# 田静 (政治人物)
田静（1960年5月—），男，汉族，安徽蒙城人，中华人民共和国政治人物，中国民主同盟中央委员会委员、科技委员会主任，中国共产党第十九届中央纪律检查委员会委员，第十届、第十一届、第十二届全国政协委员。

## 生平
1991年在中国科学院声学研究所获得博士学位，后留所工作。2008年，当选第十一届全国政协常务委员，代表科学技术界，分入第三十一组。并担任教科文卫体委员会专委。
2011年期，担任中国科学院信息工程研究所所长。
2011年11月被任命为国家保密局副局长（兼职）。
2013年6月5日，当选国际声学委员会副主席。
2015年4月，田静被国务院任命为国家保密局局长。2021年3月卸任。